# Lil B
Брендон Крістофер Маккартні (англ. Brandon Christopher McCartney), відомий як Lil B і його альтер его The BasedGod — американський репер. Lil B записувався як сольно, так і з хіп-хоп колективом The Pack. Його сольна творчість охоплює кілька жанрів, включаючи хіп-хоп, нью-ейдж, інді-рок та клауд-реп. Він описує свою творчість як «based» - термін, що позначає стиль життя, заснований на позитиві та толерантності; і відомий своїм широким використанням соціальних мереж для побудови культової онлайн-спільноти.

## Біографія
Маккартні виріс у Берклі, штат Каліфорнія, і відвідував середню школу в Albany High School в Олбані. Він взяв собі ім'я Lil B і почав читати реп у віці 15 років у складі хіп-хоп гурту The Pack з Сан-Франциско, що базується в районі затоки. Після двох успішних локальних мікстейпів, на піку хіп-хоп руху в районі затоки, пісня гурту «Vans» стала несподіваним хітом. За версією журналу Rolling Stone, пісня увійшла до п'ятірки найкращих пісень 2006 року. Сила «Vans» спонукала гурт випустити міні-альбом «Skateboards 2 Scrapers», до якого увійшов ремікс на «Vans» за участю реперів з Бей-Айленду Too $hort і Mistah F.A.B. У 2007 році Lil B і The Pack випустили свій перший альбом, «Based Boys».

## Кар'єра

### 2009-10: Сольний успіх та колаборації
24 вересня 2009 року Lil B випустив свій перший цифровий альбом «I'm Thraxx» на незалежному лейблі Permanent Marks. 22 грудня 2009 року Lil B випустив свій другий цифровий альбом, «6 Kiss», який отримав схвальні відгуки критиків. 25 березня 2010 року Lil B випустив свій дебютний мікстейп «Dior Paint». 3 квітня 2010 року Ліл Бі офіційно підписав контракт з лейблом свого колеги Soulja Boy SODMG Entertainment. 7 травня 2010 року Lil B випустив мікстейп під назвою «Base World Pt. 1». 5 липня 2010 року Lil B випустив спільний мікстейп з Soulja Boy під назвою «Pretty Boy Millionaires». Станом на липень 2010 року Lil B записав понад 1500 треків, включаючи хіти «Like A Martian», «Wonton Soup», «Pretty Bitch», «I'm God», всі з яких були випущені безкоштовно. 21 вересня 2010 року Lil B випустив свій дебютний студійний альбом «Rain in England» на лейблі Weird Forest Records; він був описаний The Guardian як «безбітовий, у стилі біт-поезії, де Lil B, голос якого тремтить від серйозності, розмірковує про любов, красу і все погане у світі під наївні нью-ейдж-синтезаторні партії».

### 2010-сьогодення: Мікстейпи
29 грудня 2010 року було оголошено і підтверджено, що Ліл Бі підписав контракт на випуск альбому з лейблом Amalgam Digital. 10 липня 2011 року Lil B випустив «EP Paint» на своєму лейблі BasedWorld Records.
18 січня 2011 року Lil B випустив свій четвертий цифровий альбом під назвою «Angels Exodus» на лейблі Amalgam Digital. 14 квітня 2011 року Ліл Бі оголосив, що його наступний альбом буде називатися «I'm Gay», що викликало певні суперечки. 29 червня 2011 року Lil B випустив свій п'ятий цифровий альбом «I'm Gay (I'm Happy)» на лейблі Amalgam Digital; альбом увійшов до чарту Billboard R&B/Hip-Hop Albums під номером 56 і до чарту Heatseekers Albums під номером 20 16 липня 2011 року.
17 травня 2012 року Ліл Бі випустив свій перший інструментальний альбом «Choices and Flowers» під псевдонімом «The Basedgod». 16 вересня 2012 року Lil B випустив рок-сингл під назвою «California Boy». 30 грудня 2012 року Ліл Бі випустив свій другий інструментальний альбом під назвою «Tears 4 God», також під псевдонімом The Basedgod.
24 грудня 2013 року Маккартні випустив мікстейп «05 Fuck Em», який містив 101 пісню. 1 червня 2014 року Lil B випустив мікстейп під назвою «Hoop Life», який став відомим завдяки треку під назвою «F*ck KD», що висміював гравця НБА Кевіна Дюранта. 14 жовтня 2014 року Ліл Бі випустив мікстейп «Ultimate Bitch», до якого увійшла пісня «No Black Person Is Ugly». 19 липня 2015 року Lil B та Chance the Rapper оголосили, що записали новий спільний мікстейп.
Lil B з'явився у реміксі Terror Jr на їхню пісню «Come First», що вийшов у 2017 році.
17 серпня 2017 року Lil B випустив «Black Ken», описавши його як свій «перший офіційний мікстейп». Мікстейп досяг 24 місця в чарті Top Heatseekers і 44 місця в чарті Independent Albums за тиждень 2 вересня 2017 року.

## Художність
Lil B та музичні критики називають його стиль репу «based», словом, яке Ліл Бі також використовує для опису позитивного, толерантного способу життя. «Based»- це відновлене слово, як описує Lil B в Complex: ««Based» означає бути самим собою. Не боятися того, що про тебе думають люди. Не боятися робити те, що хочеш. Бути позитивним. Коли я був молодшим, «базований» був негативним терміном, який означав щось на кшталт «обдовбаний» або «тупоголовий». Люди сміялися з мене. Вони казали: «Ти під кайфом». Вони використовували його як негатив. А я перетворив цей негатив на позитив. Я почав сприймати це, як «Так, я - базований». Я зробив це своїм. Я вклав це в свою голову. Основа - це позитив».

### Техніка репу
Оглядач Slate Джона Вайнер відніс його до «зростаючої кількості дивакуватих емсі», назвавши «блискучим пост-ліл вейновим деформованим деконструктивістом з району затоки». Музичний критик Віллі Стейлі описав творчість Lil B як «строкату», оскільки вона варіюється від критичних пародій на жанр хіп-хопу до «наполовину нью-ейдж, наполовину розмовної мови». Він також зазначає, що Lil B черпає з великого розмаїття жанрів, особливо тих, які зазвичай не використовуються іншими реперами. В інтерв'ю зі Стейлі, Lil B погоджується з цим аналізом, кажучи: «Я можу виконати «Swag OD», але тоді моїм улюбленим музичним виконавцем зараз може бути Antony and the Johnsons. У цьому різниця між мною та іншими реперами, та й взагалі музичними виконавцями».

## Інші проєкти

### Автор
«Takin' Over by Imposing the Positive!» - це книга, написана Маккартні і опублікована у видавництві Kele Publishing у 2009 році. Книга являє собою збірку і написана у формі електронних листів і текстових повідомлень, і написана таким чином, що автор листується з читачем електронною поштою. Теми включають позитив, оптимізм і життя, яке він називає «based lifestyle». Книга була презентована під час лекції в Нью-Йоркському університеті в березні 2012 року. 30 березня 2013 року Маккартні оголосив, що знаходиться в процесі написання своєї другої книги.

### Мотиваційний спікер
Ліл Бі читав мотиваційні лекції в кількох коледжах, зокрема в МІТ та Університеті Карнегі-Меллон. Вони, як правило, зосереджені на його особистому життєвому досвіді та поточних подіях. 28 травня 2015 року репер прочитав лекцію в Університеті Каліфорнії в Лос-Анджелесі, де торкнувся таких тем, як гроші, медіа, технології, космос, усвідомлення та любов.

### Додатки Basedmoji та vegEMOJI
Lil B запустив додаток «Basedmoji» 16 січня 2015 року. 17 січня 2015 року Lil B випустив «vegEMOJI» у співпраці з веганською компанією «Follow Your Heart», незважаючи на те, що Lil B ще не є веганом, він заявив, що скорочує споживання обробленої їжі, і що йому «соромно їсти м'ясо».

## Особисте життя
16 січня 2015 року багатоквартирний будинок Ліл Бі в окрузі Контра-Коста, штат Каліфорнія, загорівся рано вранці в четвер після того, як пожежа поширилася по всьому будинку. Ліл Бі та ще шістьох людей врятував 15-річний Матео Ісмаель, який пробіг через будинок, щоб розбудити всіх.
На президентських виборах 2016 року він підтримав сенатора від штату Вермонт Берні Сандерса, посилаючись на його досвід захисту громадянських прав.

## Суперечки та конфлікти

### I'm Gay
Коли Lil B випустив свій п'ятий альбом під назвою «I'm Gay», він отримав кілька погроз смерті. Хоча він гетеросексуал, він каже, що назва альбому - це послання підтримки ЛГБТ-спільноті. Посилаючись на оригінальне визначення поняття «гей», він каже, що є геєм, тому що він щасливий, і згодом змінив назву на «I'm Gay (I'm Happy)».

### Джо Бадден
У 2010 році між Ліл Бі та Джо Бадденом відбулася низка обмінів у Твіттері. Бадден, схоже, глузливо висловлювався про рух Lil B «Based» та його твіти, на що Ліл Бі відповів, спочатку дружньо, а потім з образами. Ліл Бі випустив дис-трек під назвою «T Shirts & Buddens», який потім увійшов до його мікстейпу «Everything Based». Пізніше Lil B вибачився за свої образи і відзначив свою повагу до Баддена, назвавши його «легендою».

### The Game
У 2011 році, почувши куплет Ліл Бі на мікстейпі Ліл Вейна «Sorry 4 the Wait», комптонський репер The Game назвав Ліл Бі «найбожевільнішим репером усіх часів». Lil B у відповідь назвав Game «неактуальним», на що Game пригрозив нокаутувати Lil B. Game націлився на Lil B у своєму куплеті в треку «Martians vs Goblins» за участю Lil Wayne і Tyler, The Creator, з рядком «Tie Lil B up to a tank full of propane, swag, now watch him cook» («Прив'яжіть Ліл Бі до бака, повного пропану, і дивіться, як він готує»). Lil B відповів на це у своєму треку «Tank of Propaine» на мікстейпі «White Flame». Кілька тижнів потому вони врегулювали свої розбіжності через Twitter, після чого Lil B закликав шанувальників придбати альбом Game «The R.E.D.».

### Joey Badass
Lil B образився на слова пісні «Survival Tactics» покійного репера Capital STEEZ, засновника групи Pro Era. У ній він співає: «Кажуть, що важка праця окупається / Ну, скажіть BasedGod, щоб він не кидав свою роботу». Lil B відповів піснею під назвою «I'm The Bada$$». Joey Badass відповів піснею під назвою «Don't Quit Your Day Job!». Коли ворожнеча набула розголосу в Твіттері, Джої став об'єктом численних нападок з боку фанатів Ліл Бі, що закінчилося тим, що Джої видалив свій акаунт у Твіттері, хоча згодом відновив його. В інтерв'ю WWPR-FM Бедесс заперечив, що видалив свій акаунт у Твіттері через фанатів Ліл Бі. Пізніше, в інтерв'ю VladTV, Джої визнав, що ворожнеча була створена для реклами, і зізнався, що він є шанувальником більш серйозної творчості Ліл Бі.

### Кевін Дюрант
У 2011 році суперзірка НБА Кевін Дюрант написав у Твіттері про своє здивування популярністю Ліл Бі, а Ліл Бі у відповідь «прокляв» Дюранта, що той ніколи не виграє чемпіонат НБА. Прокляття було скасоване у 2012 році, але потім відновлене у 2014 році. Відтоді ворожнеча між ними не вщухає, в результаті чого Lil B випустив дис-трек «Fuck KD» у 2014 році та рекламний ролик на телеканалі NBA, де Lil B обзиває Кевіна Дюранта. Ліл Бі заявив, що «прокляття BasedGod» відповідальне за поразку Дюранта та його команди Оклахома-Сіті Тандер від Голден Стейт Ворріорз у фіналі Західної конференції плей-офф НБА 2016 року. Тандери вели з рахунком 3:1 у серії до 7 перемог, але потім програли серію в приголомшливій манері, програвши наступні 3 гри поспіль. 4 липня 2016 року, після оголошення про перехід Дюранта з Тандер до Голден Стейт Ворріорз, Ліл Бі знову скасував прокляття. За збігом обставин, Дюрант продовжив вигравати чемпіонат НБА протягом наступних двох років у 2017 та 2018 роках.

### Джеймс Гарден
Під час фіналу Західної конференції плей-офф НБА 2015 року Ліл Бі почав ставити під сумнів «кулінарний танець» суперзірки НБА Джеймса Гардена, танець, який нібито придумав Ліл Бі і який він виконував протягом усього сезону, і написав у Твіттері, що якщо він не отримає відповіді від Гардена щодо цього танцю, то Гарден отримає «прокляття Бога», подібне до Кевіна Дюранта. Поразку Х'юстон Рокетс від Голден Стейт Ворріорз з рахунком 99-98 у другій грі, а потім у третій грі з рахунком 115-80 Ліл Бі пов'язав з прокляттям. 24 травня 2015 року Ліл Бі оголосив в ефірі TMZ Sports, що він наклав на Гардена «прокляття BasedGod» до кінця плей-офф і до подальшого повідомлення. 27 травня 2015 року Ліл Бі був присутній на Оракл Арені на 5-й грі, де Ворріорз перемогли Рокетс з рахунком 104-90, ставши чемпіонами Західної конференції. Крім того, під час цієї ж гри Гарден встановив рекорд плей-офф НБА, зробивши 13 втрат, що спонукало Ліл Бі публічно розглянути можливість зняття прокляття. 4 червня 2017 року Ліл Бі оголосив у прямому ефірі програми «First Take», що він зняв прокляття з Гардена.

### A Boogie wit da Hoodie і PnB Rock
На фестивалі Rolling Loud Bay Area 2017 року Lil B був змушений скасувати свій виступ через нібито сутичку з A Boogie wit da Hoodie за лаштунками. Вийшовши на сцену, щоб оголосити про скасування свого виступу, він сказав натовпу, що на нього напав «A Boogie і вся його команда», а також вкрали його обладнання, пояснивши це своєю критикою нью-йоркського хіп-хопу в нещодавньому твіті. Згодом з'явилися відеозаписи сутички, і шанувальники Lil B негайно висловили обурення в соціальних мережах. Свідки за лаштунками також звинуватили PnB Rock у причетності до нападу. Незважаючи на інцидент, Lil B зберіг позитивну позицію і навіть закликав своїх прихильників пробачити A Boogie пізніше того ж дня у Twitter.
Інцидент призвів до негайної хвилі підтримки Lil B з боку фанатів та інших діячів музичної індустрії. Schoolboy Q і Тревіс Скотт, колеги-виконавці фестивалю, висловили свою підтримку реперу, вийшовши на сцену для виступу зі своїми сетами. Інші артисти, серед яких Big Sean, Skepta, G-Eazy, 6lack, Kreayshawn, A-Trak, Alison Wonderland, SpaceGhostPurrp, Lupe Fiasco, Kaytranada і Майк Дін, також висловили свою підтримку реперу в соціальних мережах. На тлі наслідків інциденту PnB Rock був вилучений з лайн-апу фестивалю і замінений на Kreayshawn. Lil B and A Boogie офіційно припинили ворожнечу через два дні, зателефонувавши за ініціативою Кіло Керта з Thizz Entertainment покійного Mac Dre. Обидва артисти написали у Твіттері, щоб оголосити про закінчення ворожнечі.

## Вибрана дискографія
- 2010 — Rain in England
- 2011 — Angels Exodus
- 2011 — I'm Gay (I'm Happy)
- 2012 — Choices and Flowers
- 2014 — Hoop Life
- 2017 — Black Ken